# Marcillada
Marcillada là một chi bướm đêm thuộc họ Erebidae.